# Talent for the Game
Pour plus de détails, voir Fiche technique et Distribution.
Talent for the Game ou Coup Sûr au Québec (est un film américain réalisé par Robert Milton Young, sorti en 1991.

## Fiche technique
- Titre français : Talent for the Game
- Réalisation : Robert Milton Young
- Scénario : David Himmelstein, Thomas Michael Donnelly et Larry Ferguson
- Photographie : Curtis Clark
- Musique : David Newman
- Pays d'origine : États-Unis
- Date de sortie : 1991

## Distribution
- Edward James Olmos : Virgil Sweet
- Lorraine Bracco : Bobbie
- John E. Coleman : Angels Coach
- Jeff Corbett : Sammy Bodeen
- Jamey Sheridan : Tim Weaver
- Terry Kinney : Gil Lawrence
- Thomas Ryan : Paul
- Felton Perry : Fred
- Tom Bower : Rev. Bodeen
- Leslie Bevis : Marla
- Dennis Boutsikaris : Greg Rossi